# Pentatlo moderno nos Jogos Pan-Americanos de 2019 - Revezamento masculino
A competição do revezamento masculino do pentatlo moderno nos Jogos Pan-Americanos de 2019 foi disputada em 29 de julho de 2019 na Escola Militar de Chorrillos, em Lima, com 14 equipes. 

## Calendário
| Data        | Hora  | Fase                          |
| ----------- | ----- | ----------------------------- |
| 29 de julho | 7:30  | Esgrima                       |
| 29 de julho | 11:35 | Natação                       |
| 29 de julho | 13:30 | Esgrima (bonificação)         |
| 29 de julho | 14:45 | Hipismo                       |
| 29 de julho | 17:00 | Evento combinado tiro/corrida |

## Medalhistas
| Ouro   | MEX José Huerta e Duilio González       |
| Prata  | USA Brendan Anderson e Amro El-Geziry   |
| Bronze | ARG Sergio Villamayor e Emmanuel Zapata |

## Resultados
| Pos.              | Atleta                                | Nacionalidade            | Natação Tempo(pts) | Esgrima Vitórias(pts) | Hipismo Tempo(pts) | Combinação Tempo(pts) | Pontos |
| ----------------- | ------------------------------------- | ------------------------ | ------------------ | --------------------- | ------------------ | --------------------- | ------ |
| Medalha de ouro   | José Huerta Duilio González           | MEX México               | 1:57.64 (315)      | 21 + 0 (274)          | 141.47 (245)       | 10:49.00 (651)        | 1485   |
| Medalha de prata  | Brendan Anderson Amro El-Geziry       | USA Estados Unidos       | 1:55.11 (320)      | 16 + 1 (235)          | 115.79 (274)       | 10:53.00 (647)        | 1476   |
| Medalha de bronze | Sergio Villamayor Emmanuel Zapata     | ARG Argentina            | 1:58.89 (313)      | 18 + 1 (251)          | 122.90 (240)       | 10:36.00 (664)        | 1468   |
| 4                 | Felipe Nascimento Danilo Fagundes     | BRA Brasil               | 1:56.10 (318)      | 15 + 2 (228)          | 120.99 (248)       | 10:29.00 (671)        | 1465   |
| 5                 | Jorge Cabrera Charles Wanke           | GUA Guatemala            | 1:55.48 (320)      | 18 + 2 (252)          | 117.01 (227)       | 11:27.00 (613)        | 1412   |
| 6                 | Nelson Robles Andrés Robles           | ECU Equador              | 1:51.47 (328)      | 10 + 2 (188)          | 136.45 (243)       | 10:54.00 (646)        | 1405   |
| 7                 | Berengerth Sequera Engelberth Sequera | VEN Venezuela            | 1:56.13 (318)      | 15 + 0 (226)          | 128.08 (244)       | 11:24.00 (616)        | 1404   |
| 8                 | Brayan Almonte Gabriel Bido           | DOM República Dominicana | 2:13.36 (284)      | 13 + 2 (212)          | 114.38 (261)       | 11:15.00 (625)        | 1382   |
| 9                 | Joaquín Musto Bryan Aranda            | URU Uruguai              | 2:04.61 (301)      | 13 + 0 (210)          | 115.50 (267)       | 11:56.00 (584)        | 1362   |
| 10                | Jesús Sthenchs Said Cerrogrande       | BOL Bolívia              | 2:14.76 (281)      | 11 + 0 (194)          | 164.60 (192)       | 11:51.00 (589)        | 1256   |
| 11                | Juan Carlos Montero Jair Reategui     | PER Peru                 | 2:11.76 (287)      | 7 + 0 (162)           | 111.34 (285)       | 14:28.00 (432)        | 1166   |
| 12                | Lester Rosario José Ricardo Figueroa  | CUB Cuba                 | 1:56.97 (317)      | 16 + 1 (235)          | EL                 | 11:46.00 (594)        | 1146   |
|                   | Joel Riker-Fox Peter Stevens          | CAN Canadá               | DNS                | DNS                   | DNS                |                       |        |
|                   | Benjamín Jaque Esteban Rodríguez      | CHI Chile                | DNS                | DNS                   | DNS                |                       |        |